# Aldeaseca de la Frontera
Aldeaseca de la Frontera – gmina w Hiszpanii, w prowincji Salamanka, w Kastylii i León, o powierzchni 24,3 km². W 2011 roku gmina liczyła 312 mieszkańców.